# Ай-Екс-Ел (Оклахома)
Ай-Екс-Ел (англ. IXL) — місто (англ. town) в США, в окрузі Окфаскі штату Оклахома. Населення — 59 осіб (2020).

## Географія
Ай-Екс-Ел розташований за координатами 35°31′39″ пн. ш. 96°23′7″ зх. д. / 35.52750° пн. ш. 96.38528° зх. д. (35.527607, -96.385205).  За даними Бюро перепису населення США в 2010 році місто мало площу 10,26 км², з яких 10,15 км² — суходіл та 0,11 км² — водойми.

## Демографія
Згідно з переписом 2010 року, у місті мешкала 51 особа в 25 домогосподарствах у складі 13 родин. Густота населення становила 5 осіб/км².  Було 37 помешкань (4/км²).
Расовий склад населення:
| - 64,7 % — чорних або афроамериканців - 19,6 % — корінних американців - 15,7 % — білих |

До двох чи більше рас належало 0,0 %. Частка іспаномовних становила 0,0 % від усіх жителів.
За віковим діапазоном населення розподілялося таким чином: 17,6 % — особи молодші 18 років, 47,1 % — особи у віці 18—64 років, 35,3 % — особи у віці 65 років та старші. Медіана віку мешканця становила 56,8 року. На 100 осіб жіночої статі у місті припадало 112,5 чоловіків;  на 100 жінок у віці від 18 років та старших — 121,1 чоловіків також старших 18 років.
За межею бідності перебувало 29,7 % осіб, у тому числі 0,0 % дітей у віці до 18 років та 58,3 % осіб у віці 65 років та старших.
Цивільне працевлаштоване населення становило 7 осіб. Основні галузі зайнятості: публічна адміністрація — 42,9 %, освіта, охорона здоров'я та соціальна допомога — 42,9 %, виробництво — 14,3 %.